# سانسا (صومعه)
سانسا (به کره ای: 산사) صومعه‌های کوهستانی بودایی است که در سراسر کره جنوبی واقع شده‌است. هفت معبد، تونگ‌دوسا، معبد بوسهِاُکسا، معبد بونگ‌جئوسا، معبد بئوجوُسا، معبد مَگ‌اُکسا، معبد سئون‌آمسا و دائه‌هئونگسا توسط یونسکو به رسمیت شناخته شده‌است.
کلمه سانسا از دو بخش سان به معنی کوه و سا به معنی صومعه ساخته شده‌است.
در گذشته، معابد کره‌ای شامل هر دوی معابد کوهستانی و دشت‌های مسطح می‌شد. اگرچه، در طی سلسله چوسان، بیشتر معابد دشت‌های مسطح حذف شدند، و امروز تنها معابد کوهستانی باقی مانده‌اند. یونسکو به لطف حفظ جنبه‌های سنتی معابد بودایی کره ای، به عنوان مراکز زنده ایمان و تمرین روزمره، معابد را دارای ارزش جهانی برجسته ارزیابی کرد. این هفت معبد شامل بسیاری از خصوصیات فردی و همچنین ویژگیهای برجسته ای است که فقط در معابد کره مشاهده می‌شود. معابد بخاطر ارزش اصیل خود از جنبه‌های پایداری، اهمیت تاریخی، موقعیت و مکان و هدف مورد تمجید قرار می‌گیرند.

## معابد دیگر
معبد بوساکسا در سال ۶۷۶ و در شانزدهمین سال سلطنت شاه شیلا، شاه مونمو، تأسیس شد. این معبد به دلیل داشتن ۱۰۸ پله که به منظور پاکسازی ذهن از هرگونه درگیری (از مولفه‌های اصلی بودیسم) طراحی شده، معروف است. همچنین رسیدن به بالا دید واضحی از کل منطقه به شخص می‌دهد. تالارمورینگ سوجان هم در این معبد وجود دارد که یکی از قدیمی‌ترین ساختمان‌های چوبی در کشور است. یکی دیگر از بناهای جالب توجه این معبد ستون بهوللیم گیدونگ است که به هرچه به سمت بالا می‌رود باریک‌تر می‌شود
معبد بونگ جانگسا در سال ۶۷۲ و در دوازدهمین سال سلطنت شاه شیلا، شاه مونمو ساخته شد. قبل از ورود به محوطه معبد، بازدید کنندگان باید از منسرو عبور کنند که ساختمانیست بدون در و دیوار. سقف ورودی کوتاه است، و همه کسانی که وارد می‌شوند باید سر خود را پایین بیاورند، حرکتی که در فرهنگ بودایی نشانه فروتنی شخص است می‌شود. معبدبونگجانگسا دارای بسیاری از گنجینه‌های تاریخی است، از جمله گنجینه ملی شماره ۱۵ تالار گونگ نگجان، شناخته شده به عنوان قدیمی‌ترین ساختمان چوبی در کره، و گنجینه ملی شماره ۳۱۱ تالارته آونگ جان
معبد بابجوسا در سال ۵۵۳ در چهاردهمین سال سلطنت شاه شیلا، شاه جینهونگ تأسیس شد. دراین معبد تنها بتکده چوبی کشور و همچنین بسیاری از میراث فرهنگی وجود دارند. چیزی که بیشترین توجه را به خود جلب می‌کند مجسمه بودای مایتریا با طلای برنز با ارتفاع ۳۳ متر است. بسیاری از گردشگران برای دیدن این مجسمه بزرگ که بیش از ۱۰۰ تن برنز در آن استفاده شده‌است به معبد می‌آیند
معبد سانمسا در سال ۵۲۹ در سومین سال سلطنت شاه شیلا، شاه جینهونگ ساخته شد. مسیر رسیدن به معبد شامل پل قوسی شکل سونگسانگیو و یک درخت زردآلو با قدمت بیش از ۶۰۰ سال است. بسیاری از گردشگران برای دیدن هارمونی زیبایی که در میان پل، دره و جنگل ایجاد شده‌است می‌آیند. معبد سانمسا از این جهت منحصر به فرد است که هیچ دروازه ای منقش به تصاویر چهار خدای محافظ که به‌طور معمول در معابد یافت می‌شود در آن وجود ندارد. همچنین تنها یک مجسمه از بودا وجود دارد که در سالن ته اونگجان واقع شده‌است و هیچ درب مرکزی برای سالن وجود ندارد.
معبد تونگ‌دوسا یکی از پنج معبد کره «کاخ جواهر نیروانا» است که در آن آثار بودا جایگزین یک مجسمه می‌شود. استاد جاژانگ، یادگارها، از جمله بخشی از رداءهای بودا را از چین آورده و آنها را زیارتگاه گذاشت. در نتیجه، معبد نمایانگرِ بودای معابد سه جواهر کره و آن همچنین معبد آموزش صومعه سرا، همراه با معبد یئون‌چوُک بود. معبد تونگ‌دوسا در سال ۶۴۶ و در زمان سلطنت ملکه سئون‌دئوک شیلا تأسیس شد. یکی از ویژگی‌های منحصر به فرد این معبد این است که مجسمه بودا هنگام ورود به سالن یئونگ‌سان‌جئون بلافاصله قابل مشاهده نیست. بودا در اینجا در قسمت شرقی سالن قرار گرفته‌است. بودا توسط پولسنگدو (نقاشی بودایی که زندگی بودا را به هشت مرحله تقسیم می‌کند)، نقاشی‌های هشت رویداد بزرگ، ماده ای گرانبها در آثار هنری بودایی، احاطه شده‌است. سالن اصلی، تالار دائونگ جئون نیز هیچ تصویری از بودا ندارد اما دارای یک سکوی تشریفات، نوعی آرامگاه بودا است.
معبد مگوکسا (مگوگسَ) در سال ۶۴۳ و در نهمین سال سلطنت ملکه سانداک شیلا تأسیس شد. با تشکر از آب روان و جنگل آرام در نزدیکی صومعه، این معبد فضای منحصر به فردی دارد. همچنین قابل توجه است که آب جاری و کوه‌های اطراف معبد شکل تگوک، نمادی از تعادل را تشکیل می‌دهند. مگوکسا همچنین دارای یک نام مستعار، چون مگوک، به معنای مگوک بهاری می‌باشد. علت این نامگذاری مناظر خیره کنندهٔ آن در بهار است. در این زمان، درهٔ تِهَسَن پر از شکوفه‌های بهاری و رشد درختان تاره می‌شود. در زمان جنگ، معبد مگوکسا به عنوان یک پناهگاه استفاده می‌شد. پادشاه سجو معبد را تحسین کرد و گفت که این معبد بیش از ده هزار سال دوام خواهد داشت و حتی تابلوی اسم تالار یونگسن جانگ را خودش شخصاً نوشت. این تالار بعداً در طول جنگ ایمجین (۱۵۹۸–۱۵۹۲) در آتش سوخت، اما در سال ۱۶۵۰ بازسازی شد و در حال حاضر قدیمی‌ترین ساختمان در معبد مگوکسا است. مگوکسا ششمین معبد بزرگ آیین بودایی کره ای، چوگیه، است که در درهٔ تِهَسَن کوه تِهَ، در استان چونگ چانگ نمدو، واقع شده‌است. نام مگوکسا به معنی معبد درهٔ شاهدانه است.